# NGC 6406
NGC 6406 é uma estrela dupla na direção da constelação de Hércules. Foi descoberto pelo astrônomo francês Guillaume Bigourdan em 1885.